# سه نوازنده (ولاسکس)
سه نوازنده (به انگلیسی: The Three Musicians) یک نقاشی رنگ روغن اثر دیه‌گو ولاسکس (۱۵۹۹–۱۶۶۰) است، صاحب اثر نقاش باروک اسپانیایی یکی از بزرگترین واقع‌گرایان اسپانیایی محسوب می‌شود. این تصویر سه جوان را نشان می‌دهد که دور میز شام جمع شده‌اند و مشغول موسیقی هستند. این نقاشی در سبک سایه‌روشن نقاشی شده‌است که یک روش نقاشی باروک که از تقابل سایه‌های روشن و تاریک برای دستیابی به حس حجم استفاده می‌کند.

## نقاشی
سه نوازنده یکی از کارهای اولیه ولاسکس از اوایل دوره اقامت وی در سویل است. این یکی از تقریباً ده نقاشی به سبک بودهگن است که ولاسکس قبل از سال ۱۶۲۲ هنگام زندگی در سویل خلق کرد. موضوع آن مشابه نقاشی دیگر، ناهار کشاورزان است. در این نقاشی سه جوان دور یک میز جمع شده‌اند و مشغول خوردن، نوشیدن و نواختن موسیقی هستند و تضاد شدید نور و تاریکی در اطراف شکل‌ها وجود دارد. نور از سمت چپ می‌تابد، سایه‌های تیز و برجسته‌های شدید ایجاد می‌کند. دو مرد با سازهای زهی آواز می‌خوانند در حالی که نفر سوم، کوچکترین، ساز خود را در زیر بازوی خود دارد و یک لیوان شراب در دست دارد. او لیوان را با لبخندی تمسخرآمیز نشان می‌دهد و اشاره به شراب دارد که الهام بخش نوازندگان است. در پس زمینه میمونی با گلابی در دست دیده می‌شود. میمون بر طبیعت گروتسک صحنه تأکید دارد.
یک لقمه نان روی یک دستمال، یک لیوان شراب و یک تکه پنیر با چاقویی که در آن گیر کرده‌است، به ولاسکس فرصت مطالعه بافت‌های مختلف را می‌دهد. از ویژگی‌های جالب سه نوازنده، تنوع موضوعات مطرح شده‌است، مانند اینکه آیا نمایش ژانری است یا اینکه در پشت صحنه ظاهراً روزمره لایه‌های معنایی پنهانی وجود دارد که می‌تواند تصویر را به عنوان تمثیل خوانا کند و به آن تفسیر دیگری بدهد.